# フィニッシュ・ウイスキー
フィニッシュ・ウイスキー(Finnish whisky) すなわち、フィンランドで製造されるウイスキーは1981年から2001年にかけて、フィンランドのイルマヨキにある国営の酒類の独占企業であるAlko（のちのPrimalco、現在のAltia）によって操業されていたKoskenkorvaアルコール蒸留所にて蒸留されたものが最初だった。 長年の研究と試行錯誤の結果、フィンランドの酒販店で最初に販売されたブランドは単にAlko Whiskyと呼ばれた。1983年にAlkoはフィンランドで最も多く売られるウイスキーとなるViski 88 (のちにダブル・エイト Double Eight 88と呼ばれる) を発売し、2000年まで生産した。10年物のウイスキーは1991年から販売され、2000年に会社がすべてのウイスキーの生産を停止するまで続けられた。
第二のフィニッシュ・ウイスキーはポリにあるPanimoravintola Beer Hunter'sにて2001年の11月8日に生産が開始された 2009年現在フィンランドには二つの蒸留所が操業されているが、将来は増やそうという数々の計画がある。

## フィンランドの蒸留所

### Panimoravintola Beer Hunter's
Panimoravintola Beer Hunter'sは1998年の4月8日にポリにて設立された。当初はレストランや醸造所として営業していた。 2001年の11月8日午後6時、Mika Heikkinenは独学でフィンランド初のモルト・ウイスキーの蒸留を開始した。最初の樽の一群は2034年のMika Heikkinen が60歳になったときに開封されることとなっている。二つ目の樽の一群から取られたオールド・バック(Old Buck)の100本のボトルは2004年の12月1日にオークションにかけられ、残りは再び樽で貯蔵された。将来ウイスキーはエストニアのTarbeklaas によって製造された手吹きのボトルに入れられ、主に卸売業者に売られる予定である。Beer Hunter'sが使用する銅製の蒸留器はドイツ人のArnold Holsteinによって製造されたものであり、樽はスペインの古いシェリー樽とポルトガルの新しい樽が使用される。2004年の4月には、Beer Hunter'sはトータルで2000リッターのモルト・ウイスキーを生産した。Beer Hunter'sのOld Buckの二回目に発売された商品は、『Whisky Bible 2009』においてウイスキー・ライターのジム・マレーにその年のヨーロッパ本土で生産されたウイスキーのベストに選ばれた。Mika Heikkinenは「我々について書く紙幅があるとしても、どのように書くべきかはわからない。私は我々がスモーキーな香りのしないグレンフィディックのようなモルトウイスキーと同様に、ラフロイグのようなスタイルのスモーキーなウイスキーも生産することができると感じている」と述べている。

### Teerenpeli Distillery and Brewery
Teerenpeli（戯れ、直訳ではクロライチョウ の遊び）はラハティにて1995年よりビールの醸造を開始した。蒸留所はその7年後の2002年に操業を開始したTeerenpeli蒸留所はAnssi Pyysing 夫妻に所有されている独立企業である。2008年に、Alko （フィンランドの国営の酒類の小売の独占企業）は彼らが作った初めてすべてがフィンランドで製造されたウイスキーであるTeerenpeli Single Malt 5 yoの販売を開始した。Teerenpeli Single Malt 5 yoはアルコール濃度が43％で、製造者はその特色をフルーティな香りのついたバニラと表現した。2009年には新しく6 yo. Teerenpeli Single Maltが発売された。ボトルとラベルはラハティ応用科学大学のデザイン研究所の Markus PyöräläとValtteri Vitakoskiによってデザインされた。 Teerenpeliシングル・モルトはフィンランドのモルト製造業者であるViking Maltによりすべてフィンランドでモルトにされた大麦と、 Salpausselkäの尾根の新鮮な地下水により蒸留される。

### Panimoravintola Koulu
トゥルクの Panimoravintola Kouluは主にビールと醸造に力を入れていたが、2013年の春の時点で、自家製の3年物のシングルモルト・ウイスキーを提供している。ウイスキーはゲール語で学校を意味する"Sgoil"と名付けられ、一部は現地で、一部はカーリナのTuorlaで製造されている。モルトは醸造所で処理されるが、Panimoravintola Kouluには蒸留器が設置されていないためTuorlaにて蒸留される。ウイスキーは2009年の秋に蒸留され、Panimoravintola Kouluにてすでに販売されているが、Tuorla の工場が改装中のため供給は限定的なものである(150リットルの樽ひとつ分) 。最初に生産されたウイスキーのほとんどが古いジャック・ダニエルの樽を使用しており、将来さらに多くの酒類のウイスキーの生産が計画されている。

### Kyrö Distillery Company
Kyrö Distillery Companyは Isokyröの古い搾乳場にて2014年の4月からライ・ウイスキーの蒸留を開始した。CEOのMiika Lipiäinenは、会社の目標は美味しいライ・ウイスキーを製造し、5年から10年の間に蒸留所を世界で最も有名なライ・ウイスキーの蒸留所にすることであると語った。彼らは一年に2万リットルのウイスキーを生産し、コーンを混ぜていない純粋なライ麦のモルトを使うことで他のライ・ウイスキーの蒸留所との差別化を図ることを計画している。最初のウイスキーは3年の熟成期間を経た後2017年に購買可能になる予定である。

## 参照
1. ↑  “Viskin ystävät - Sivu 34 - Jatkoajan keskustelupalsta”.   Keskustelu.jatkoaika.com. 2013年10月29日閲覧。
2. ↑  Kauppila, Olli (1988). Koskenkorvan polttimo ja sen edeltäjät. Painokaari
3. 1 2 3  (cited in 24.5.2009)
4. ↑  http://www.karstulaviski.com (cited in 24.5.2009)
5. ↑  (cited in 4.5.2009) Archived 2009年2月9日, at the Wayback Machine.
6. ↑  (cited in 24.5.2009)[リンク切れ]
7. ↑  “(cited in 24.5.2009)” (フィンランド語).   Uusisuomi.fi (2008年11月5日). 2013年10月29日閲覧。
8. ↑  “Turun Sanomat”.   Ruoka.ts.fi (2009年12月17日). 2013年10月29日閲覧。
9. ↑  “Ruisviskitehdas käyntiin Pohjanmaalla – ensimmäinen erä valmistuu kolmen vuoden kuluttua”.   YLE (2014年4月11日). 2014年10月22日閲覧。

## External links
- Panimoravintola Beer Hunter's – 公式サイト （フィンランド語）
- Teerenpeli – 公式サイト （英語）
- Karstula Viski – 公式サイト （フィンランド語）
- Panimoravintola Koulu – 公式サイト （英語）